# O Homem Que Copiava
O Homem que Copiava é um filme brasileiro dos gêneros dramédia e crime escrito e dirigido por Jorge Furtado, sendo este seu segundo longa-metragem, lançado em 2003. É protagonizado por Lázaro Ramos e conta com Leandra Leal, Luana Piovani e Pedro Cardoso nos demais papéis principais.
Ambientado na cidade de Porto Alegre, o filme segue André (Ramos), um jovem tímido e humilde que trabalha como um "operador de fotocopiadora" numa papelaria, que se apaixona por sua vizinha Sílvia (Leal), a qual vive espionando através de seu prédio vizinho com um binóculo; na busca de impressionar Silvia, André tem a ideia de imprimir várias cédulas falsas de dinheiro através da fotocopiadora da papelaria sem saber das consequências que isso irá lhe causar.

## Produção
O primeiro rascunho do filme foi concebido em outubro de 1996, porém o roteiro só foi concluído em 18 de setembro de 2001. O filme foi inteiramente rodado em Porto Alegre, com exceção das cenas finais, ambientadas na cidade do Rio de Janeiro; as sequências animadas que ilustram partes da vida de André foram produzidas por Allan Sieber. Foi produzido pela Casa de Cinema de Porto Alegre em conjunto com a Globo Filmes.
Concluído em janeiro de 2003, o filme foi lançado teatralmente nos cinemas brasileiros em 13 de junho daquele ano pela Columbia Tristar do Brasil. O Homem que Copiava recebeu críticas geralmente positivas, sendo laureado com diversos prêmios, dentre eles o de Melhor filme pela APCA e o Grande Prêmio do Cinema Brasileiro na categoria homônima durante a edição de 2004, além de ter sido selecionado para concorrer ao Prêmio Altadis no Festival de San Sebastian. Pela sua atuação no filme, Lázaro Ramos ganhou o prêmio de Melhor ator no Festival de Havana.

## Enredo
André Maciel é um rapaz de dezenove anos que trabalha operando uma máquina de fotocópias em uma papelaria em Porto Alegre. Desiludido com sua vida e obcecado pela riqueza material, ele sonha em ser ilustrador, mas seus quadrinhos, embora bem desenhados, são rejeitados pelas editoras. Costumeiramente, ao voltar do trabalho, André passa o tempo em seu quarto desenhando ilustrações e espionando Silvia, uma vizinha que mora em um apartamento do outro lado da rua com seu pai, Antunes, através de sua janela, usando binóculos.
Certa manhã, ao seguir Silvia até o trabalho, André descobre que ela trabalha em uma loja de lingerie, coincidentemente também chamada "Silvia". Assim que ele a segue para dentro da loja, percebe que precisa de uma desculpa para estar lá e diz que está procurando um presente de aniversário para sua mãe. Silvia sugere que ele compre um chambre que custa 38 reais. No entanto, como André não possui dinheiro para pagar, afirma que retornará outro dia para comprar.
Em uma noite, ele visita um clube de dança com Marinês, uma colega de trabalho atraente, que o apresenta a um amigo dela, Cardoso, que diz trabalhar com antiguidades. André fica inicialmente impressionado com Cardoso, que parece ser bem de vida. Um tempo depois, quando estão sozinhos, Cardoso tenta flertar com Marinês, mas ela o recusa, quase admitindo ser interesseira e desconfiando que ele é pobre por causa de seus sapatos de sola nova, além de repudiá-lo por ser fumante. Ao sair do clube, André embarca em um ônibus e avista Silvia. Ao tentar se aproximar dela, promete que irá comprar o chambre da loja numa próxima oportunidade.
Ainda acreditando que Cardoso é rico, André o visita em seu local de trabalho e descobre que, na verdade, ele é um mero vendedor de coisas usadas em um antiquário. Quando convida Cardoso para tomar um café, percebe que ele também não tem dinheiro e que Cardoso é tão obcecado por riqueza material quanto ele, acreditando ser necessário cortejar Marinês para conquistá-la.
Por acaso, o patrão de André lhe entrega uma cédula de cinquenta reais para pagar algumas contas do estabelecimento. Cedendo à tentação, André imprime algumas cópias da nota na fotocopiadora da papelaria. Para tentar gastar as notas falsas, ele aposta na loteria, conseguindo distrair a atendente para evitar que ela verifique a veracidade das cédulas. Uma das notas falsas de André é acidentalmente usada por Cardoso para comprar bebidas para eles, e André revela sua falsificação a Cardoso. Ao contar sobre sua aposta, André menciona que jogou a sequência de números '1 2 3 4 5 6', o que faz Cardoso zombar dele, acreditando que essa combinação jamais será sorteada.
O relacionamento entre André e Silvia começa a florescer, e eventualmente, André pede sua mão em casamento. Silvia diz que sim, no entanto, André explica que não podem se casar imediatamente porque não possui dinheiro para sustentá-la. Ele então começa a considerar a ideia de falsificar mais notas para isso. Posteriormente, André trama um plano para assaltar um banco com Cardoso e compra uma arma, usando mais dinheiro falso, de Feitosa, um conhecido traficante de drogas. O assalto é bem-sucedido, mas, em um breve momento em que tira o capuz, André é visto pelo vigilante do banco, que para sua surpresa é Antunes, o pai de Silvia. Ele atira na perna de Antunes e foge pelas ruas até encontrar Cardoso em seu carro, com quem escapa.
André e Cardoso ficam aliviados ao descobrir que o retrato falado do assaltante no jornal não se parece com André. A alegria deles aumenta ao saber que André ganhou na loteria. No entanto, André está preocupado em ser reconhecido caso seu prêmio seja publicado nas notícias devido ao assalto ao banco. A dupla convence Marinês a receber o dinheiro em nome de André para ajudá-los a reivindicar os ganhos. Agora ricos, André, Cardoso e Marinês vão às compras e desfrutam de uma vida luxuosa. Cardoso e Marinês se hospedam em um hotel de primeira classe, onde fazem sexo. André pede para Silvia ir embora com ele, mas ela acredita que Antunes não permitiria. André concorda em se encontrar com Antunes para "conhecer" o pai de Silvia.
No restaurante, enquanto Antunes não está presente, André descobre que Silvia odeia Antunes, acreditando que ele não é seu verdadeiro pai. Quando Antunes chega, este revela a André que o reconhece pelo assalto, mas não o denunciará à polícia em troca da metade do dinheiro da loteria. Ao sair do restaurante, André é abordado por Feitosa, que havia sido preso antes por tentar gastar o dinheiro falso que André lhe dera, mas conseguiu se soltar rapidamente devido a conexões com o submundo. Feitosa revela que descobriu que André é o ladrão do banco e exige o dinheiro do assalto em troca da vida de Silvia; André concorda em passar o dinheiro para Feitosa no dia seguinte.
Naquela noite, Silvia confronta André, tendo descoberto sua participação no assalto ao banco por meio de Antunes. Ela diz a André que sua mãe morreu muito jovem e que, antes de conhecer Antunes, teve um caso com um artista que se mudou para o Rio de Janeiro, deixando-a para trás. Quando se casou com Antunes, a mãe de Silvia rapidamente se descobriu grávida, passando a acreditar que sua filha seria do artista em vez de Antunes. André inicialmente propõe pagar Antunes com o dinheiro do assalto, mas Silvia sugere matá-lo. No dia seguinte, André encontra Feitosa em uma ponte elevadiça, levando cédulas falsas para ele; ao perceber a farsa, Feitosa morre empalado após cair da ponte depois de tentar perseguir André. Mais tarde, André, Cardoso, Marinês e Silvia armam minuciosamente uma armadilha para Antunes. Inicialmente, o plano dá errado, mas eles conseguem matá-lo e ainda dão um jeito de incriminá-lo pelo assalto ao banco.
Um tempo depois, os quatro amigos visitam o Cristo Redentor, no Rio de Janeiro, onde Silvia conhece o homem que acredita ser seu pai, Paulo, e revela que havia orquestrado alguns de seus primeiros encontros casuais com André.

## Elenco
- Lázaro Ramos ... André
- Leandra Leal ... Sílvia
- Luana Piovani ... Marinês
- Pedro Cardoso ... Cardoso
- Júlio Andrade ... Feitosa
- Carlos Cunha ... Antunes
- Heitor Schmidt ... Seu Gomide "Bolha"
- Janaína Kremer Motta ... Dona Maria "Bolha"
- Sheron Menezzes ... guria esperta
- Paulo José ... Paulo
- Lurdes Eloy ... Mãe de André (voz)
- Pedro Furtado ... Mairoldi (voz)

## Recepção
O crítico de cinema Robledo Milani em sua crítica para o portal Papo de Cinema declarou: "Este filme é um marco, porém não isento de percalços. Apresenta alguns problemas, principalmente na sua metade inicial, com uma narração exagerada e obsessiva. Mas a despeito disso, consegue ser memorável, pois mostra que o principal ingrediente de um trabalho competente é um roteiro inteligente e que não subestima a inteligência da audiência".

## Principais prêmios e indicações
Grande Prêmio Cinema Brasil 2004 (Brasil)
- Venceu nas categorias de melhor diretor (Jorge Furtado), melhor montagem (Giba Assis Brasil), melhor filme, melhor roteiro original, melhor ator coadjuvante (Pedro Cardoso) e melhor atriz coadjuvante (Luana Piovani).

Festróia 2004 (Portugal)
- Indicado ao Golfinho de Ouro.

Festival de Havana 2003 (Cuba)
- Venceu na categoria de melhor ator (Lázaro Ramos).[7]

Troféu APCA 2003 (Brasil)
- Venceu na categoria de melhor filme.[8]

## Temas
Mobilidade Social/Riqueza: O Homem que Copiava lida com a hierarquia na sociedade brasileira com base na riqueza material e no que é preciso para subir. A voz de André ao longo do filme o transforma em um manual irônico para mobilidade social, mas também é um movimento estilístico clássico de Furtado usado para criar intimidade com os personagens. Ouvir a história de André através de sua própria voz ajuda o público a simpatizar com ele, apesar dos inúmeros crimes que ele e seus amigos cometem. Principalmente, ele compara os diferentes níveis de liberdade possíveis pelo dinheiro e a alienação e falta de escolha provocadas pela falta disso. A voz ajuda o público a entender os fatores que levam André a cometer crimes para obter riqueza e subir na hierarquia social, uma vez que a locução de André revela que ele tem boas intenções e que o personagem não é ganancioso.[carece de fontes?]
Sorte: Furtado esclarece que os personagens do filme (que são todos brasileiros de classe média baixa trabalhando em empregos mundanos) têm tanta profundidade quanto o público deste filme (presumivelmente públicos de classe média a média alta). Furtado mostra que riqueza de qualquer tipo é mais frequente devido à sorte (seja a família em que se nasceu ou um prêmio de loteria) por meio de muitos dos eventos que impactam André. A primeira demonstração de sorte para André é a nota de R$ 50 que seu chefe lhe dá, seguida pela coincidência da nota ter sido entregue a ele no mesmo dia em que sua loja ganha uma impressora colorida, ele ganhar na loteria e o fato de que Sílvia também o estava perseguindo secretamente enquanto ele a perseguia. Com isso, Furtado faz um comentário social de que nosso lugar na hierarquia social é baseado na sorte.[carece de fontes?]

## Versão não autorizada
O diretor Jorge Furtado revelou através da rede social Facebook que ele e sua equipe descobriram uma versão não autorizada em malaialo do filme. Trata-se do longa-metragem Currency, dirigido por Swathi Bhaskar e lançado em 2008, e que basicamente possui a mesma história do filme, com somente algumas alterações e "as tradicionais musicas que quase todo filme indiano tem". Furtado disse que desde que ganhou um prêmio no Festival de Kerala os indianos tentaram comprar os direitos de seu filmes, mas como as propostas eram sempre baixas, ele nunca aceitou vender. O diretor também declarou que não pretende processá-los.